# 3.15.20
3.15.20 là album phòng thu thứ tư của rapper người Mỹ Donald Glover, với nghệ danh là Childish Gambino.  low Ban đầu nó được tải lên trang web donaldgloverpresents.com vào ngày 15 tháng 3 năm 2020, trước khi bị gỡ xuống 12 giờ sau đó; do đó nó được gọi là Donald Glover Presents.  Sau khi đếm ngược, nó đã được phát hành để phát trực tuyến và tải xuống các dịch vụ với tiêu đề 3.15.20 vào ngày 22 tháng 3. Album có sự xuất hiện của những vị khách không được công nhận từ Ariana Grande, Kadhja Bonet và 21 Savage trong số những người khác. Glover đã sản xuất album với một loạt các cộng tác viên bao gồm DJ Dahi, nhà sản xuất lâu năm Ludwig Göransson, Chukwudi Hodge, Kurtis McKenzie và James Francies, Jr..
Hầu hết các tiêu đề ca khúc của album đều đề cập đến thời gian chúng xuất hiện trên album; ví dụ: "32,22" xuất hiện 32 phút và 22 giây trong album. Đĩa đơn quảng cáo 2018, "Feels Like Summer", xuất hiện trong album dưới tiêu đề "42,26". Album đã nhận được các đánh giá tích cực từ các nhà phê bình âm nhạc.

## Bối cảnh
Vào năm 2017, Donald Glover, trong một buổi biểu diễn trực tiếp, tiết lộ anh đã lên kế hoạch từ bỏ nghệ danh Childish Gambino, nói với khán giả của Lễ hội âm nhạc Thống đốc, "Tôi sẽ gặp bạn cho album Gambino cuối cùng."  Sau một số tranh chấp với Glassnote, Glover đã ký hợp đồng với hãng thu âm RCA vào tháng 1 năm 2018. Vào tháng 5 năm 2018, anh đã công chiếu hai bài hát có tựa đề "Thứ bảy" và " This Is America " trong khi biểu diễn với tư cách là người dẫn chương trình và khách mời âm nhạc trên Saturday Night Live. Phần sau và video âm nhạc chính trị của nó đã lan truyền, đạt được thành công rộng rãi và được hoan nghênh, đưa anh ấy bài hát đầu tiên đạt vị trí số 1 trên Billboard Hot 100.
Vào tháng 7 năm 2018, Glover đã phát hành vở kịch mở rộng Summer Pack có chứa các bài hát "Summertime Magic" và "Feels Like Summer", trước đây được coi là đĩa đơn chính trong album phòng thu thứ tư sắp tới của Glover. Cuối năm đó, Glover đã thực hiện các buổi hẹn hò trực tiếp trên This Is America Tour và thông báo trong chương trình đầu tay ở Atlanta rằng chuyến lưu diễn sẽ là lần cuối cùng của anh. Nhiều cá nhân đã mua vé tham quan đã nhận được các bản demo chưa hoàn thành của các bài hát "Algorardi" và "All Night" trước ngày diễn ra tour. Cùng với chuyến lưu diễn của mình, anh cũng đã phát hành các bài hát mới, sau đó được cho là từ album phòng thu sắp phát hành của mình, bao gồm "Atavista", "39,28" (sau đó không có tiêu đề) và "Sự hy sinh của con người".
Một quảng cáo Google Pixel 3, đã ra mắt trong Lễ trao giải Grammy thường niên lần thứ 61, có Donald Glover thể hiện bài hát "Human Sacrifice". Tại lễ hội PHAROS 2018 của Glover ở New Zealand, anh đã ra mắt "32,22" (sau đó có tên "Warlords") và chiếu đoạn giới thiệu cho bộ phim âm nhạc Đảo Guava của anh. Cả bài hát và bộ phim đều được ra mắt vào cuối tuần biểu diễn quảng cáo rầm rộ của Glover tại Coachella năm 2019. Bộ phim âm nhạc Đảo Guava có một số bài hát chưa được phát hành, bao gồm "Thời gian", "Die With You" và "Saturday", gợi ý về việc họ đưa vào album.

## Quảng bá
Sáng sớm ngày 15 tháng 3 năm 2020, trang web donaldgloverpresents.com đã được lưu hành và quảng bá trên phương tiện truyền thông xã hội bởi các cá nhân kết nối với Glover và quản lý của anh ta. Trang web giới thiệu một bộ sưu tập các bài hát, bao gồm một vài bản nhạc được trình diễn trước đó, phát trực tiếp trên một vòng lặp sau đó đã bị xóa 12 giờ sau đó. Ngoài ra, trang web hiển thị tác phẩm nghệ thuật quảng cáo, dường như là một khái niệm phác thảo cho nghệ thuật album mở rộng. Vài ngày sau khi luồng kết thúc, trang web hiển thị bộ đếm ngược được đặt để kết thúc một tuần sau luồng ban đầu.
Sau khi đếm ngược kết thúc, trang web đã cập nhật cùng một dòng các bài hát lặp đi lặp lại với một ghi chú viết tay từ Glover về những cảm hứng của anh ấy đằng sau album. Đồng thời, bộ sưu tập các bài hát được phát trực tuyến trước đó đã được tải lên các dịch vụ phát trực tuyến dưới dạng 3.15.20, album phòng thu thứ tư của Glover. Album được phát hành dưới dạng album 12 bài dưới biệt danh Childish Gambino, cũng như phiên bản phát liên tục dưới tên nghệ sĩ Donald Glover Presents.

## Đánh giá
| Đánh giá chuyên môn  | Đánh giá chuyên môn |
| Điểm trung bình      | Điểm trung bình     |
| Nguồn                | Đánh giá            |
| -------------------- | ------------------- |
| AnyDecentMusic?      | 8.4/10              |
| Metacritic           | 91/100              |
| Nguồn đánh giá       |                     |
| Nguồn                | Đánh giá            |
| Clash                | 5/10                |
| Consequence of Sound | B+                  |
| The Guardian         | [ 25 ]              |
| NME                  | [ 26 ]              |
| Pop Matters          | [ 27 ]              |

Tại Metacritic, album được xếp hạng bình thường trong số 100 đánh giá từ các ấn phẩm chính thống, 3.15.20 nhận được điểm trung bình 91, dựa trên bảy đánh giá, cho thấy "sự hoan nghênh phổ quát". Bộ tổng hợp AnyDecentMusic? đã cho nó 8.4 trên 10, dựa trên đánh giá của họ về sự đồng thuận quan trọng.
Trong một bài phê bình hỗn hợp, Debbie Ijaduola của <i id="mwlQ">Clash đã</i> bất lợi so sánh album với những nỗ lực trước đây của Childish Gambino, nói rằng "Thiếu lực đẩy kể chuyện mạnh mẽ quá rõ ràng trong các album trước đây của Glover, dự án này gây thất vọng vô cùng. Từ những gì nó trông giống như, có vẻ như có một lý do anh ấy nói rằng anh ấy đã bỏ âm nhạc. " Tuy nhiên, Ijaduola đã nhấn mạnh các bài hát "Algorardi", "42,26" và "47,48" là những bài hát thú vị nhất của album.

## Danh sách bài hát
Nguồn: Tidal. 
| STT              | Nhan đề          | Sáng tác | Producer(s)                                    | Thời lượng |
| ---------------- | ---------------- | --- | ---------------------------------------------- | ---------- |
| 1.               | "0.00"           | Donald Glover James Francies, Jr. Denise Renee                                                                                             | D. Glover                                      | 2:59       |
| 2.               | "Algorhythm"     | D. Glover Dacoury Natche Eyobed Getachew Riley Mackin Kurtis McKenzie Ely Rise Keir Gist Reneé Neufville Abdullah Bahr Leon Ware Zane Grey | D. Glover DJ Dahi EY                           | 3:32       |
| 3.               | "Time"           | D. Glover Natche Ludwig Göransson Chukwudi Hodge Sarah Aarons                                                                              | D. Glover DJ Dahi Göransson Hodge Jai Paul [a] | 6:07       |
| 4.               | "12.38"          | D. Glover Natche Shéyaa Bin Abraham-Joseph Atia "Ink" Boggs Kadhja Bonet                                                                   | D. Glover DJ Dahi                              | 6:32       |
| 5.               | "19.10"          | D. Glover Natche Göransson Hodge McKenzie Francies                                                                                         | D. Glover DJ Dahi Göransson Hodge McKenzie     | 5:08       |
| 6.               | "24.19"          | D. Glover Natche Carlos "Loshendrix" Munoz                                                                                                 | D. Glover DJ Dahi                              | 7:59       |
| 7.               | "32.22"          | D. Glover Natche Göransson Hodge McKenzie Francies                                                                                         | D. Glover DJ Dahi Göransson Hodge McKenzie     | 3:12       |
| 8.               | "35.31"          | D. Glover Natche Erwin Henderson, Jr. Curtis Kirk Peaches Monroee Sam Sugarman                                                             | DJ Dahi                                        | 3:56       |
| 9.               | "39.28"          | D. Glover Francies Mackin | D. Glover Francies Mackin                      | 2:59       |
| 10.              | "42.26"          | D. Glover Göransson | D. Glover Göransson                            | 5:21       |
| 11.              | "47.48"          | D. Glover Natche Göransson Hodge Legend Glover                                                                                             | D. Glover DJ Dahi Göransson Hodge              | 6:00       |
| 12.              | "53.49"          | D. Glover Natche Francies | D. Glover DJ Dahi Francies                     | 3:55       |
| Tổng thời lượng: | Tổng thời lượng: | Tổng thời lượng: | Tổng thời lượng:                               | 57:44      |

Ghi chú
- ^[a]  nhà sản xuất bổ sung
- "Thời gian" có giọng hát không được công nhận của Ariana Grande.[28]
- "12,38" có giọng hát chưa được công nhận của 21 Savage, Kadhja Bonet, và Ink.
- "42,26" trước đây được phát hành là "Feels Like Summer".
- "47,48" có giọng hát không được công nhận bởi Legend Glover.

Đoạn mẫu
- "Algorardi" chứa các mẫu của " Hey Mr. DJ ", được viết bởi Anthony Bahr, Kier Gist, Leon Ware, Rene Neufville và Zane Gray, và được thực hiện bởi Zhané.